# 劉多琳
劉多琳是一位女性新加坡商人及慈善家。
她在1970年畢業於明翰大學，擁有經濟、政治及社會學士學位。1981年，劉女士和他人合夥在新加坡創立世界科學出版社，現任該出版社的總經理，並在國際婦女論壇中擔任出納員。劉女士曾在新加坡-英國商業出版委員會以及印刷出版諮詢委員會擔任主席。1990年，劉女士榮獲創業發展中心所頒發的創業卓越獎。2010年，獲得RBS Coutts及金融時報頒發的年度亞洲女性企業家獎。2014年，劉女士和她丈夫Kok Khoo Phua共同捐贈1百萬英鎊的電子書給伯明翰大學圖書館。

## 資料來源
1. ↑  Doreen Liu. . Apea.sg. 2012-11-08  [2016-02-29]. （原始内容存档于2016-03-07）.
2. ↑  . Birmingham.ac.uk. 2014-11-06  [2016-02-29]. （原始内容存档于2020-08-08）.
3. ↑   (PDF). Intranet.birmingham.ac.uk. January 2015  [2016-02-29]. （原始内容存档 (PDF)于2015-02-07）. |volume=被忽略 (帮助)